# Protectorat général pour pacifier l'Ouest
Le protectorat général pour pacifier l'Ouest, ou grand protectorat général pour pacifier l'Ouest, ou protectorat d'Anxi (chinois simplifié : 安西都护府 ; chinois traditionnel : 安西都護府 ; pinyin : Ānxī Dūhù Fǔ ; Wade : Anhsi Tuhu Fu) (640–790), est un protectorat établi par la dynastie Tang en 640 pour contrôler le bassin du Tarim. Son siège a d'abord été établi au Zhou de Xi, qui est maintenant connu sous le nom de Tourfan, avant d'être déplacé à Qiuci (Kucha). C'est d'ailleurs dans cette ville que l'on localise ce siège pendant la plus grande partie de l'existence du protectorat. Les Quatre Garnisons d'Anxi, à savoir celles de Kucha, Hotan, Kachgar et Karashahr, sont créées entre 648 et 658, et font partie intégrante du protectorat. En 659, durant le règne de l'empereur Tang Gaozong, la Sogdiane, Ferghana, Tachkent, Boukhara, Samarcande, Balkh, Herat, le Cachemire, le Pamir, la Bactriane et Kaboul font tous leur soumission à la Chine et au protectorat,,,. Après la révolte d'An Lushan, c'est Guo Xin qui devient protecteur général et qui défend la région et les quatre garnisons, même après la rupture des communications avec Chang'an à la suite des attaques de l'empire du Tibet. Les cinq dernières années du protectorat sont une période floue de son histoire, mais la plupart des sources conviennent que les derniers vestiges du protectorat et de ses garnisons ont été vaincus par les forces tibétaines en l'an 790, mettant ainsi fin à près de 150 ans d'influence des Tang en Asie centrale.

## Histoire

Les campagnes du règne de Tang Taizong dans les états de Xiyu.

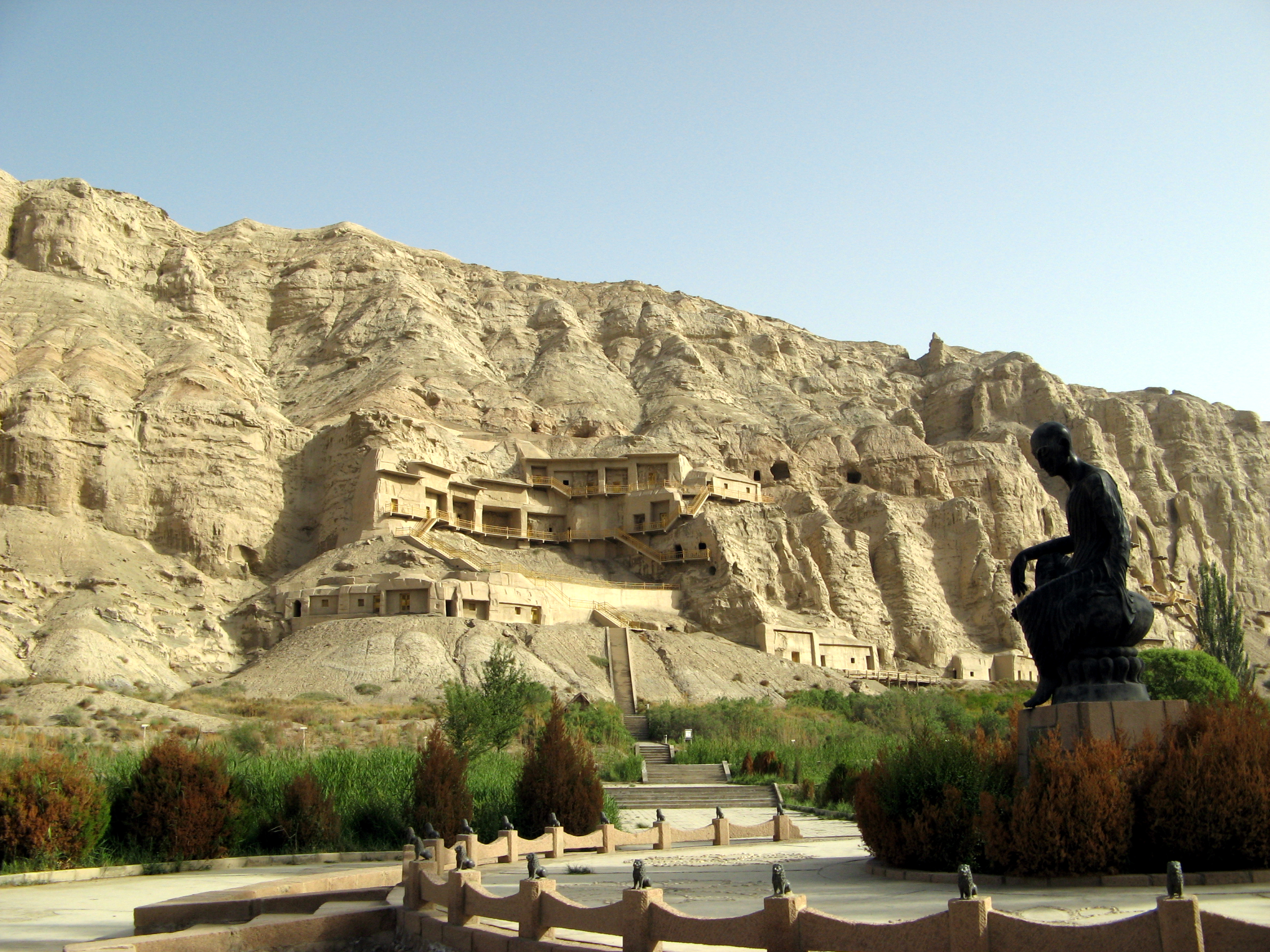
les grottes de Kizil

### VIIesiècle
Sous la dynastie Tang, les Xiyu (Régions de l'Ouest) sont connues sous le nom de Qixi (磧西), Qi faisant référence au désert de Gobi et Xi à l'Ouest.
L'expansion des Tang dans cette région commence en 632, lorsque les royaumes des oasis de Khotan (Yutian) et Shule (Kashgar) font leur soumission et deviennent des vassaux de l'empire chinois. En 635, c'est au tour de Yarkand (Shache) de se soumettre et le 19 septembre 640 le général Hou Junji (en) conquiert Gaochang. En lieu et place de ce royaume, il fonde le Zhou de Xi (西州), qui devient le siège du protectorat d'Anxi le 11 octobre de la même année. Qiao Shiwang devient le premier protecteur général de l'Anxi, un poste qu'il occupe de 640 à 642, avant d’être remplacé par Guo Xiaoke qui reste en fonction jusqu'en 649.
Les Tang n'en restent pas là et en 644 c'est au tour du royaume de Karachahr, ou Yanqi pour les Chinois, d’être conquis. La même année, une garnison chinoise s'installe à Aksou. En 649, c'est Kucha, ou Qiuci pour les Chinois, qui tombe à son tour. Les Tang font de la ville le nouveau siège du protectorat, dont Guo Xiaoke est toujours le protecteur général. Peu après, les Turcs occidentaux arrivent pour aider les soldats de Kucha à chasser les Chinois de la ville et assassiner Xiaoke. La riposte des Tang ne se fait pas attendre et très vite le contrôle de la Chine sur le royaume est rétabli. Après une répression sévère, les autorités chinoises font monter sur le trône un frère de l'ancien roi, qui se reconnait comme étant un sujet de l'Empire Tang. Ce nouveau roi n'a aucune autorité réelle, car c'est Chai Zhewei, le nouveau protecteur général, qui contrôle véritablement la région. Zhewei occupe ce poste de 649 à 651. Finalement, en 650 toutes les Régions de l'Ouest sont sous le contrôle des Tang, qui redéménagent le siège du protectorat à Xi en 651. C'est à partir de ce Zhou que Qu Zhizhan, le nouveau protecteur, dirige les vassaux des Tang entre 651 et 658.

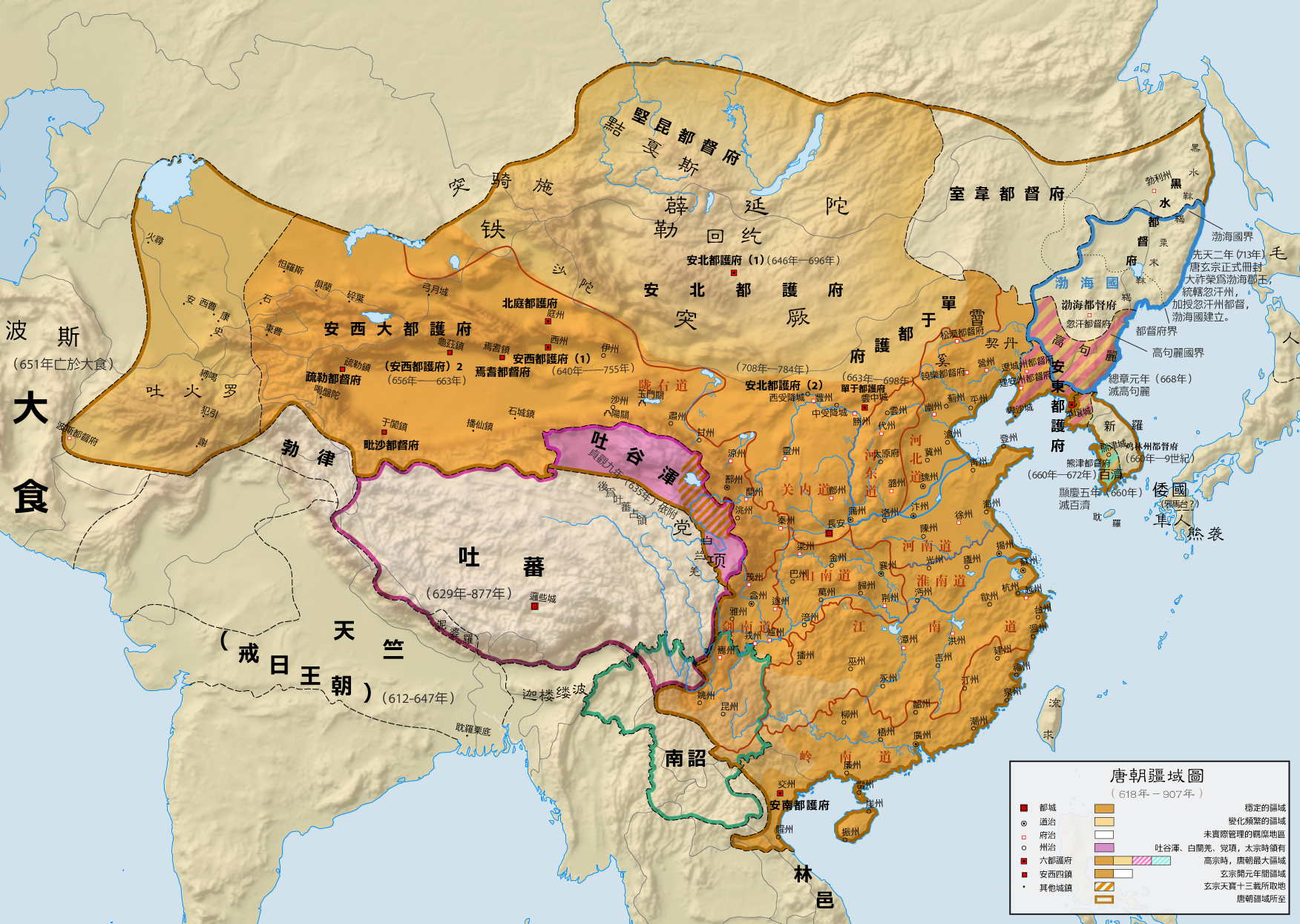
Expansion du territoire des Tang, avec le (唐朝疆域, 616-907), en violet Tuyuhun et en blanc l'empire du Tibet

C'est en 656 qu'a lieu la première attaque importante contre le protectorat, lorsque l'empire du Tibet attaque le bas-Bolü, dans la région de Gilgit au sud-ouest du protectorat. Cette rivalité entre la Chine et le Tibet pour le contrôle des Régions de l'Ouest durera aussi longtemps que le protectorat. Cette attaque n’empêche pas les Tang de continuer à étendre le protectorat. Ainsi, en 658, le général Su Dingfang inflige une défaite cinglante au Khaganat turc occidental (ou Khaganat onog, 581–657), dont les territoires passent sous contrôle chinois. L'ex-Khaganat est intégré au « protectorat général pour Pacifier L'Ouest », qui devient le « grand protectorat général pour pacifier l'Ouest », dont le siège est re-transféré à Qiuci. Quelques années plus tard, une réforme administrative répartit ces territoires entre deux protectorats créés pour l'occasion, celui de Mengchi et celui de Kunling.

Cette montée en puissance du protectorat ne décourage pas les Tibétains, qui attaquent Shule en 660, avec l'aide de leurs alliés turcs. L'empire du Tibet en profite également pour attaquer le corridor du Wakhan, qui se situe au sud-ouest du protectorat. La puissance de l'armée chinoise ne décourage pas les Tibétains, qui entendent bien s'emparer de la région. Ainsi, à un général Tang qui se vante de la taille de son armée, le fils de Gar Tongtsen Yulsung, l'empereur du Tibet, répond de la manière suivante:
Il n'y a pas de contestation possible sur la question des chiffres. Mais beaucoup de petits oiseaux font la nourriture d'un seul faucon, et beaucoup de petits poissons font la nourriture d'une seule loutre. Un sapin peut grandir depuis cent ans, mais une simple hache est son ennemi. Bien qu'une rivière s'écoule sans cesse, elle peut être franchie en un instant par un bateau de six pieds de long. Bien que l'orge et le riz poussent dans une plaine entière, ils finiront dans un seul moulin. Bien que le ciel soit rempli d'étoiles, à côté de la lumière d'un seul soleil, elles ne sont rien.
Les attaques continuent et en 663, les Tibétains s'emparent de royaume de Tuyuhun, qui se trouve au sud-est du protectorat, avant d'attaquer Yutian. Ils échouent à prendre la ville et sont repoussés, mais ils reviennent en 665, accompagnés de leurs alliés turcs. Les Chinois subissent un important revers en 670, lorsque l'Empire Tibétain met en déroute une armée des Tang lors de la bataille de la rivière Dafei, avant d'attaquer Gumo et de s'emparer de Qiuci. Ce revers provoque un déplacement du siège du protectorat à Suyab, ou Suiye pour les Chinois, une ville située dans l'actuel Kirghizistan,. La contre-attaque Chinoise ne se fait pas attendre et dès 673, les Tang reprennent Qiuci et rétablissent leur contrôle sur les Régions de l'Ouest. La même année, ils consolident l'emprise qu'ils ont sur les Turcs Wuduolu, qui vivent dans la zone correspondant actuellement à la Dzoungarie. Les Tibétains repassent à l'attaque et capturent à nouveau Qiuci en 677, pendant qu'Ashina Duzhi, le général Tang chargé de contrôler les Turcs Wuduolu, se rebelle et s'autoproclame Onoq Khagan, empereur de tous les Turcs. Son empire est éphémère, car en 679 le général chinois Pei Xingjian défait à la fois Ashina Duzhi et les Tibétains, rétablissant ainsi le contrôle des Tang sur les Régions de l'Ouest.

Comme les précédentes, cette victoire est de courte durée, car en 686 les troupes chinoises se replient des Quatre Garnisons pour des raisons d'économie, une des factions de la Cour ayant réussi à convaincre l'empereur de procéder à une baisse des dépenses militaires. Les Tibétains en profitent pour prendre le contrôle des Régions de l'Ouest dès 687. La cour impériale chinoise comprend alors la portée de son erreur et monte une expédition contre l'empire du Tibet, qui se solde par une défaite des Tang à la bataille d'Yssyk-Koul. Une nouvelle expédition est montée et en 692 l'armée des Tang, commandée par Wang Xiaojie pacifie les Régions de l'Ouest qui repassent sous contrôle chinois. Le siège du protectorat d'Anxi est réinstallé à Qiuci, où il restera jusqu’à la chute dudit protectorat vers l'an 790,,,. Dès lors, la cour des Tang comprend bien l'importance exacte des Régions de l'Ouest et la nécessité d'en garder le contrôle. Son importance stratégique est résumé par Cui Rong, un Chroniqueur Impérial de la Cour, de la manière suivante:
Si nous ne pouvons pas défendre ces garnisons, les Barbares viendront sûrement déstabiliser les Régions de l'Ouest. Diverses tribus du sud des monts Nanshan se sentiraient alors menacées. S'ils se lient les uns aux autres, ils menacent les régions situées à l'ouest du fleuve Jaune. De plus, s'ils communiquent avec les Turcs du Nord, nos soldats ne pourront pas les écraser en traversant le désert de Moheyan qui s'étend sur 2 000 Li, et où l'on ne trouve ni eau ni herbe. Les tribus (fidèles à la Chine) du Yizhou, Xiyzhou, Beiting (Beshbalik) et du protectorat de l'Anxi seront toutes éliminées.
Malgré les efforts des Tang, le conflit reprend en 694, lorsque l'empire du Tibet attaque la Cité de Pierre (Charkhlik).

### VIIIesiècle
En 702, l'impératrice Wu Zetian procède à une réforme administrative en transformant le Zhou de Ting en protectorat de Beiting. Les Zhou de Yi et Xi sont rattachés à ce nouveau Protectorat, au détriment de celui d'Anxi.
En 708 les Türgesh, une confédération de tribus de peuples turcs, attaquent Qiuci, mettant ainsi fin à une douzaine d'années de calme relatif. Très vite, l'Empire tibétain attaque à son tour le protectorat et s'empare du bas-Bolü en 710, avant de s'en prendre à Ferghana en 715, puis à Gumo et à la Cité de Pierre en 717,. En 719, ce sont les Türgesh qui refont parler d'eux en s'emparant de Suiye, un an avant que les Tibétains ne capturent la Cité de Pierre.

Les Tang ripostent à ces assauts en offrant des titres aux rois de Khuttal, Chitral et Oddiyana en 720, pour s'assurer leur fidélité. Puis en 722, ils chassent les Tibétains de Bas-Bolü et réinstallent l'ancien roi sur son trône. Trois ans plus tard, en 725, le roi de Khotan se rebelle, mais les troupes du protectorat interviennent immédiatement et le remplacent par un homme de paille aux ordres des Tang. L'année suivante a lieu un incident révélateur de la montée en puissance des Türgeshs. En effet, ces derniers veulent se lancer dans le commerce des chevaux avec Qiuci, sans avoir reçu l'autorisation des Tang. Suluk, le Khagan des Türgeshs, décide d'utiliser son mariage avec la Princesse Jianghe, la fille d'Ashina Huaidao, pour essayer de forcer la main aux autorités locales. Il envoie donc au protecteur-général un décret lui donnant l'ordre d'autoriser ce commerce, ce à quoi le protecteur répond : « Comment une femme [du clan] Ashina peut-elle m'imposer un décret à moi qui suis un commissaire militaire ?! » Furieux, Suluk riposte en attaquant Qiuci. Après les Turcs, ce sont les Tibétains qui refont parler d'eux. En 727 et 728, ils s'en prennent à Qiuci, avant de conquérir à nouveau le Bas-Bolü en 737. Les Tang réagissent en envoyant le général Huangfu Weiming attaquer la Cité de Pierre en 745, mais ce dernier subit une cuisante défaite devant les murs de la ville. D’après Huangfu, la cité est alors un des bastions les mieux défendus de l'empire du Tibet :
Shih-pao est très bien défendue. Toute la nation tibétaine la garde. À l'heure actuelle, même si nous y regroupons nos troupes, nous ne pourrons pas la capturer sans voir plusieurs dizaines de milliers de [nos] hommes tués. Je crains que ce que nous gagnerions ne soit pas comparable à ce que nous perdrions.
Cet échec n'empêche pas les Tang de repartir à l'attaque et dès 747 le général Gao Xianzhi (en) réussit à reprendre le Bas-Bolü aux Tibétains. L'année suivante les Chinois chassent les Türgeshs de Suiye et détruisent cette ville, avant de reprendre le contrôle de la Cité de Pierre en 749. En 750, les Tang doivent intervenir dans un conflit qui oppose leur vassal Ferghana au royaume voisin de Chach. Les combats s’achèvent avec la défaite du royaume de Chach, qui est mis à sac pendant que son roi est envoyé à Chang'an, où il est exécuté. Durant la même année, les Chinois infligent une défaite aux Qieshi à Chitral ainsi qu'aux Türgesh.
En 751, les Tang subissent une défaite majeure à la bataille de Talas contre les troupes des Abbassides et des Karlouks. Même si la bataille de Talas marque la fin de l'expansion vers l'ouest des Tang, l'importance de leur défaite a parfois été exagérée. Bien que l'armée Tang ait été vaincue, les Arabes n'en ont pas profité pour étendre leur influence dans le Xinjiang et les Karluks ne sont pas devenus pour autant des ennemis des Tang par la suite. Si certains Karluks se convertissent alors à l'Islam, la grande majorité d'entre eux ne le fera qu'au milieu du Xe siècle, sous le règne du Sultan Satuq Bughra Khan, khan des Qarakhanides et premier dirigeant turc à se convertir à l'islam. Les Tang restent une grande puissance militaire et politique dans la région après cet échec, la meilleure preuve étant la défaite qu'ils infligent en 754 à une armée formée de troupes du Baltistan et de l'Empire Tibétain. L'importance stratégique à long terme de Talas a été éclipsée plus tard par la révolte d'An Lushan, qui éclate en 755, dévaste la Chine des Tang et oblige ces derniers à retirer 200 000 soldats des Régions de l'Ouest pour protéger la capitale. C'est cette révolte qui est maintenant considérée comme étant la principale cause du repli des Tang d'Asie centrale.
Ce repli ne passe pas inaperçu et les ennemis de la Chine en profitent. Tant que dure la révolte, An Lushan et son fils tiennent le nord de la Chine d'une main de fer, mais après la défaite des Lushan en 763, les Tang affaiblis n'ont plus les moyens de riposter. Ainsi, dès 763 les Tibétains s'emparent de Yanqi, puis prennent brièvement le contrôle de la capitale des Tang, avant d'être obligés de se replier. En 764, l'empire du Tibet repasse à l'attaque et envahit le corridor du Hexi avant de s'emparer du Zhou de Liang, isolant ainsi les protectorat d'Anxi et de Beiting du reste des territoires des Tang. Malgré cet isolement, Anxi et Beiting restent relativement à l’abri des attaques sous la direction de Guo Xin pour l'un et Li Yuanzhong pour l'autre. Tous deux continuent de correspondre avec la cour des Tang via des messages envoyés secrètement, ce qui leur vaut d’être nommés protecteurs généraux en 780 par l'empereur Tang Dezong.
Cette résistance chinoise a beau être efficace, cela n'en reste pas moins le chant du cygne du protectorat et en 787, l'empire du Tibet s'empare de Qiuci.
À ce stade, il convient de noter une étrangeté historiographique. En effet, en 789 le moine Wukong voyage en Asie centrale et passe par Shule, Yutian, Gumo, Qiuci, Yanqi et le Zhou de Ting. Dans le récit qu'il laisse de ces voyages, il décrit tous ces endroits comme étant contrôlés par des commandants chinois et libres de toute présence tibétaine ou ouïghoure. Ces écrits sont en totale contradiction avec ce qu'indique Yuri Bregel dans son ouvrage An Historical Atlas of Central Asia et qui veut qu'Yanqi et Qiuci soient passés sous contrôle du Tibet respectivement en 763 et 787.
Ce qui est sûr c'est que, quelle que soit la date exacte, Yanqi et Qiuci finissent, d'une manière ou d'une autre, par tomber entre les mains de l'empire du Tibet, qui annexe également Yutian en 792. Le sort exact des cités et royaumes de Shule (Kachgar), Shache (Yarkand) et Gumo (Aksou) est plus flou. Ainsi, d’après O. Pritsak, c'est à cette époque que Kashgar tombe entre les mains des Karlouks, mais Christopher I. Beckwith a un avis différent sur la question.

## Évolution de la région après la chute du protectorat

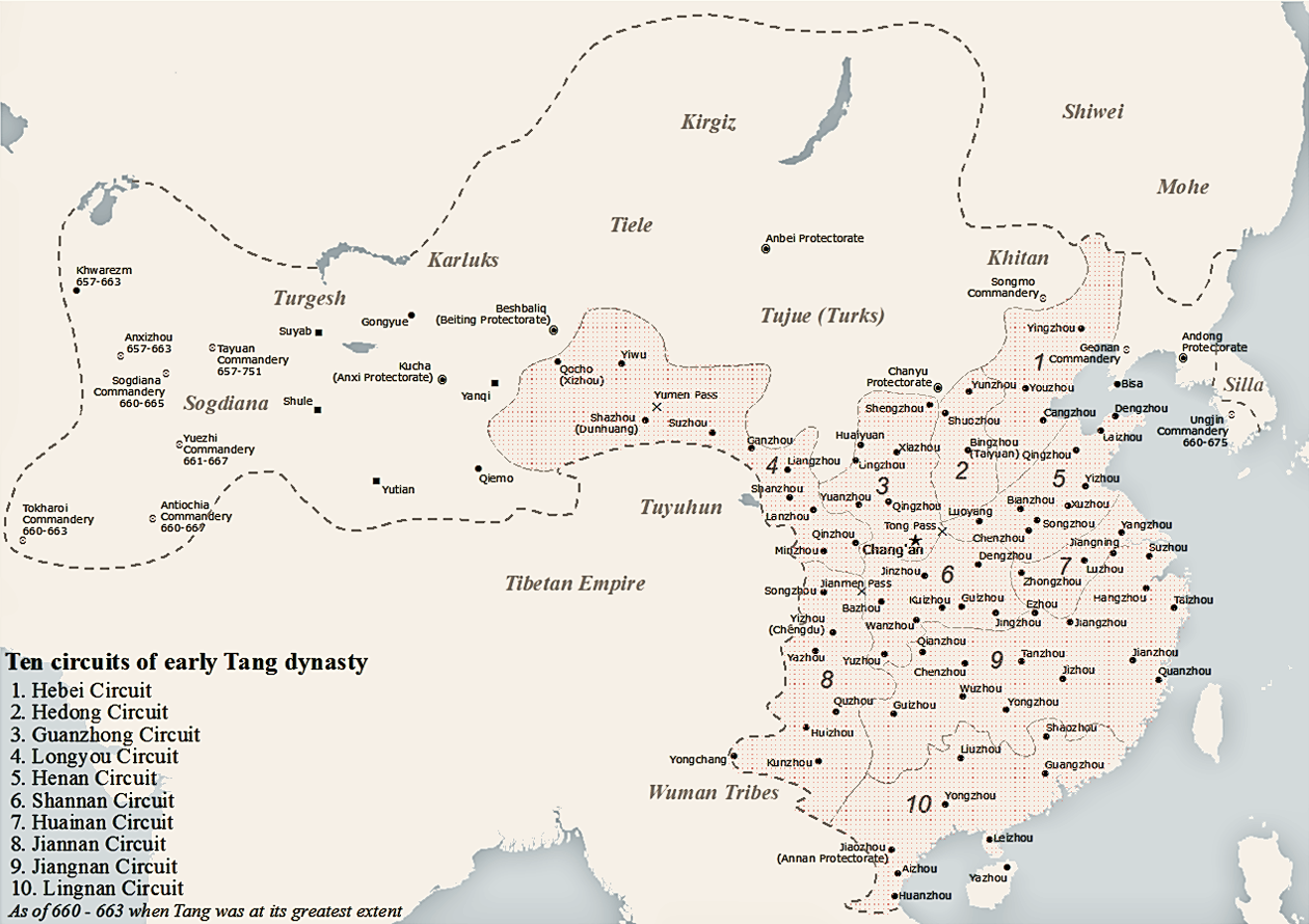
Les dix Circuits du début de la dynastie Tang, au moment de leur extension maximum (660 - 663).

Divisions administratives de l'empire des Tang en 742

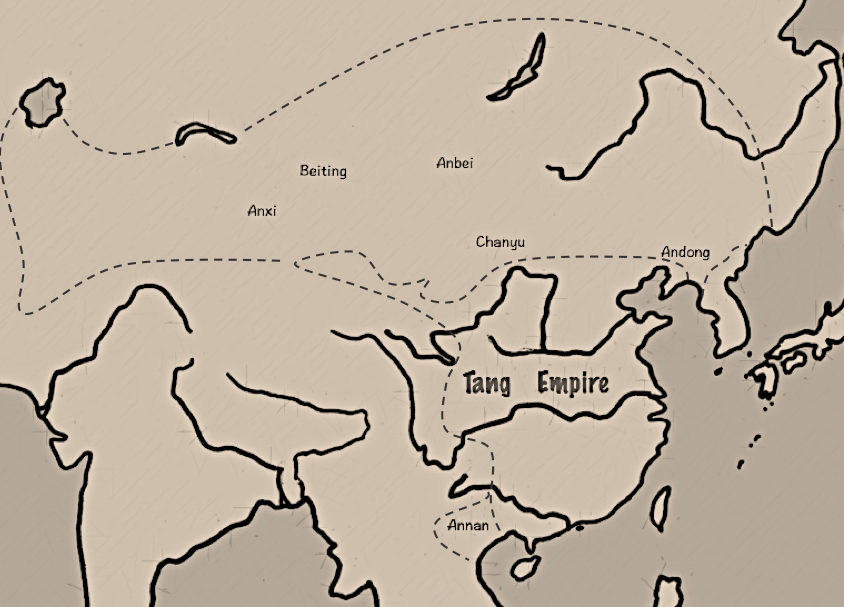
Carte des six principaux protectorats sous la Dynastie Tang. Le protectorat général pour pacifier l'Ouest est celui nommé « Anxi » (安西都护府).

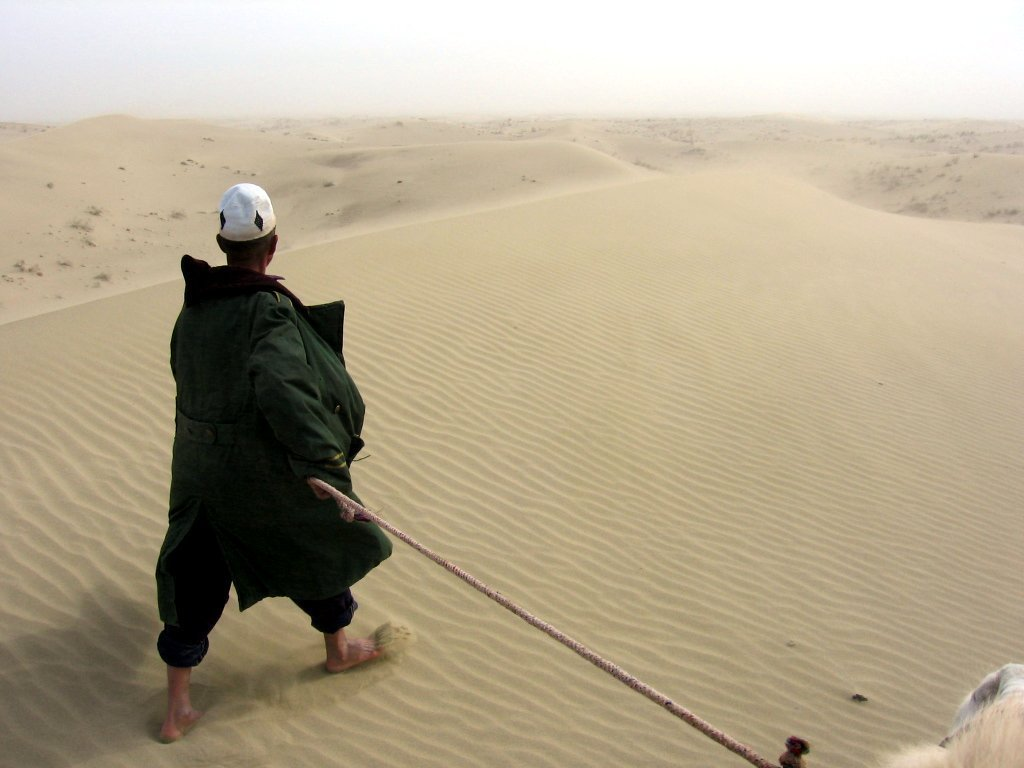
Le désert du Taklamakan

Finalement, l'histoire de cette région pendant cette période est assez bien résumée par Abu Zayd Al-Sirafi de la manière suivante :
En ce qui concerne Khorassan et sa proximité avec la terre de Chine, entre ce dernier et Sogdiane il y a un voyage de deux mois. La voie, cependant, passe par un désert interdit de dunes de sable ininterrompues dans lequel il n'y a pas de sources d'eau et pas de vallées fluviales, sans habitation à proximité. C'est ce qui empêche les gens de Khorassan de lancer une attaque contre la Chine. Ils se tournent vers la partie de la Chine située dans la direction du soleil couchant, à savoir le lieu connu sous le nom de Bamdhu (c'est le nom que les Arabes donnent aux « terres de l'Ouest » des Chinois), qui est situé sur les frontières du Tibet, et ou la lutte ne cesse jamais entre les Chinois et les Tibétains.
 Les quatre garnisons qui constituaient l'ancien protectorat d'Anxi finissent toutes par se libérer de la tutelle Tang ou tomber sous la domination d'autres puissances au milieu du IXe siècle. Ainsi, Karachahr et Kucha sont occupés par le royaume de Qocho en 843, tandis que Kachgar tombe sous la domination du Khanat des Qarakhanides. La date exacte de la chute de Kachgar n'est pas connue, mais si les estimations datant cet événement de la fin du VIIIe ou début du IXe siècle sont contestées, il quasi sûr que cela a eu lieu avant 980. Pour ce qui est du royaume de Khotan, il retrouve son indépendance en 851, et finit par être conquis par les Qarakhanides en 1006.

## Liste des protecteurs généraux
Cette liste recense les protecteurs généraux/grands protecteurs généraux du protectorat général pour pacifier l'Ouest:
Protecteur :
- Qiao Shiwang (喬師望) 640–642
- Guo Xiaoke (郭孝恪) 642–649
- Chai Zhewei (柴哲威) 649–651
- Qu Zhizhan (麴智湛) 651–658

Grand protecteur :
- Yang Zhou (楊胄) 658–662
- Su Haizheng (蘇海政) 662
- Gao Xian (高賢) 663
- Pilou Shiche (匹婁武徹) 664
- Pei Xingjian (裴行儉) 665–667

Protecteur :
- Tao Dayou (陶大有) 667–669
- Dong Baoliang (董寶亮) 669–671
- Yuan Gongyu (袁公瑜) 671–677
- Du Huanbao (杜懷寶) 677–679,
- Wang Fangyi (王方翼) 679–681
- Du Huanbao (杜懷寶) 681–682
- Li Zulong (李祖隆) 683–685

Grand protecteur :
- Wang Shiguo (王世果) 686–687
- Yan Wengu (閻溫古) 687–689

Protecteur :
- Jiu Bin (咎斌) 689–690
- Tang Xiujing (唐休璟) 690–693

Grand protecteur :
- Xu Qinming (許欽明) 693–695
- Gongsun Yajing (公孫雅靖) 696–698
- Tian Yangming (田揚名) 698–704
- Guo Yuanzhen (郭元振) 705–708,
- Zhou Yiti (周以悌) 708–709
- Guo Yuanzhen (郭元振) 709–710
- Zhang Xuanbiao (張玄表) 710–711
- Lu Xuanjing (呂玄璟) 712–716
- Guo Qianguan (郭虔瓘) 715–717,
- Li Cong (李琮) 716
- Tang Jiahui (湯嘉惠) 717–719,
- Guo Qianguan (郭虔瓘) 720–721
- Zhang Xiaosong (張孝嵩) 721–724
- Du Xian (杜暹) 724–726
- Zhao Yizhen (趙頤貞) 726–728
- Xie Zhixin (謝知信) 728
- Li Fen (李玢) 727–735
- Zhao Hanzhang (趙含章) 728–729
- Lu Xiulin (吕休琳) 729–730
- Tang Jiahui (湯嘉惠) 730
- Lai Yao (萊曜) 730–731
- Xu Qinshi (徐欽識) 731–733
- Wang Husi (王斛斯) 733–738
- Ge Jiayun (蓋嘉運) 738–739
- Tian Renwan (田仁琬) 740–741
- Fumeng Lingcha (夫蒙靈詧) 741–747
- Gao Xianzhi (高仙芝) 747–751
- Wang Zhengjian (王正見) 751–752

Protecteur :
- Feng Changqing (封常清) 752–755
- Liang Zai (梁宰) 755–756
- Li Siye (李嗣業) 756–759
- Lifei Yuanli (荔非元禮) 759–761
- Bai Xiaode (白孝德) 761–762
- Sun Zhizhi (孫志直) 762–765
- Zhu Mou (朱某) 765-?
- Er Zhumou (爾朱某) 765-778
- Guo Xin (郭昕) 762–789?

## Héritage de la domination chinoise

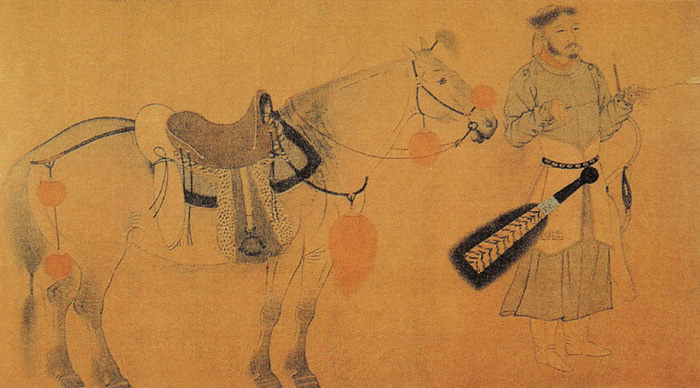
peinture représentant Yelü Bei, le fils ainé d'Abaoji, le fondateur de la dynastie Liao.

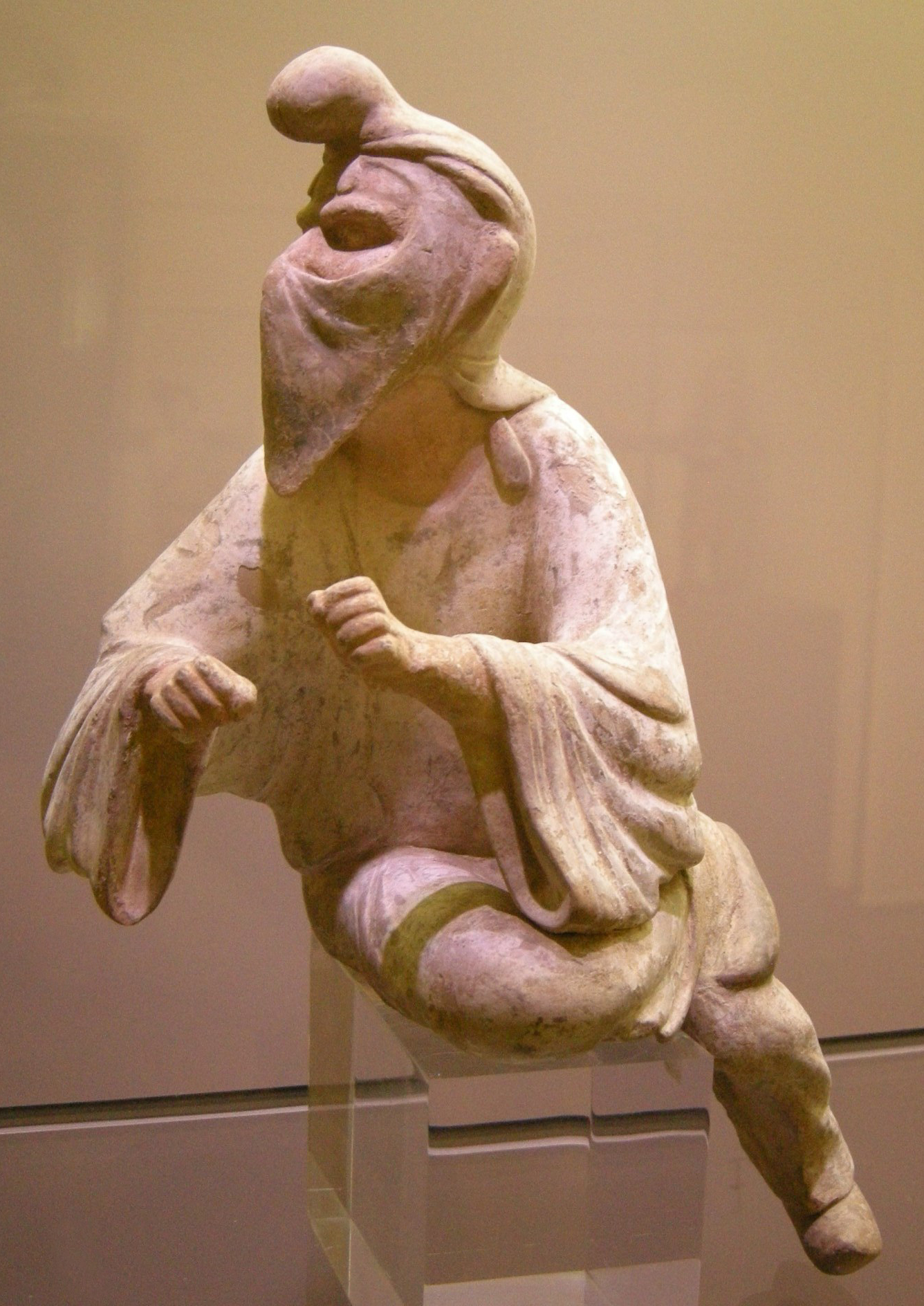
Sculpture chinoise en argile de la dynastie Tang, datant du VIIIe siècle. Elle représente un homme d'origine sogdienne, c'est-à-dire venant de l'est de l'Iran, et portant un chapeau distinctif ainsi qu'un voile sur le visage. Il s'agit peut-être d'un chamelier ou même d'un prêtre zoroastrien s'engageant dans un rituel dans un temple du feu. En effet les voiles de visage ont été employés lors de ces rituels pour éviter de contaminer le feu saint avec le souffle ou la salive. Musée d'art oriental de Turin, Italie.

### Survivances physiques
Au Xinjiang et dans la vallée de Chu, qui se situe en Asie centrale, les pièces chinoises des Tang continuent d’être copiées et frappées, bien après le départ des Chinois,. C'est ainsi que des pièces avec des inscriptions à la fois en chinois et en kharoshthi ont été découvertes dans le sud du bassin du Tarim.

### Influence linguistique
La domination militaire des Tang en Asie centrale a été utilisée comme explication pour l'usage du mot turc « Tamghaj » par les écrivains persans, arabes et d'autres contrées d'Asie occidentale pour désigner la Chine, mot qui dérive peut-être de Tangjia (soit litt. « Maison Tang ») au lieu de Tabgatch, comme certains linguistes l'avancent .

### Influence culturelle
L'artisanat chinois, comme les céramiques en « trois couleurs » sancai, a longtemps influencé les goûts et les productions locales en Asie centrale et dans l'Ouest de l'Eurasie.
L'influence chinoise a également eut des répercussions imprévues sur le vocabulaire et la production littéraire de la Perse et de l'Asie centrale. En effet, le Turkestan et le « Chīn » (Chine) sont décrits par Fakhr al-Dīn Mubārak Shāh comme étant le même pays, où se trouvent les villes de Balasagun et Kachgar. Cet amalgame est repris dans l’épopée persane du Shâh Nâmeh, où ces deux pays sont considérés comme une même entité, et où le Khan du Turkestan est également appelé le Khan de Chin,,. Et bien qu’en ourdou moderne « Chin » signifie « Chine », ce terme faisait référence à l’Asie centrale à l'époque de Mohamed Iqbal. C’est pourquoi ce dernier a écrit que « Chin est nôtre », comprendre « Chin appartient aux musulmans », dans sa chanson « Tarana-e-Milli ». Cette confusion des termes peut expliquer pourquoi, dans les écrits originaux, l'histoire d'Aladin ou la Lampe merveilleuse se déroule en Chine, ce qui peut très bien signifier en fait « Asie centrale », la subtilité ayant échappé aux traducteurs occidentaux de ce conte

Toujours dans le registre littéraire, le conflit entre les Tang et les Tibétains sert de toile de fond à l'histoire d'une princesse khotanese s'efforçant de sauver Khotan de la destruction. Un passage de l'histoire formulé comme une prière dit ceci :
Lorsque les visages rouges et les Chinois se battent, que Khotan ne soit pas détruit. Quand des moines viennent d'autres pays à Khotan, qu'ils ne soient pas traités de manière déshonorable. Que ceux qui fuient d'autres pays trouvent ici un endroit où rester et aident à reconstruire les grands stupas et les jardins monastiques qui ont été brûlés par les visages rouges.

### Influence politique
Les empires des steppes qui ont dominé l'Asie centrale durant les siècles suivant la chute du protectorat ont souvent cherché à se lier d'une façon ou d'une autre aux Tang pour utiliser à leur profit le prestige de la défunte dynastie. Ainsi les Khans des Kara-Khitans utilisent le titre d'« empereur chinois » tandis que les Khans des Qarakhanides se font appeler Tabgach ou Tabgach Khan, ce qui signifie littéralement « khan de la Chine ».
En 1124, la chute de la dynastie Liao provoque la migration vers l'ouest d'une partie des Khitans, sous la houlette de Yelü Dashi. En plus de la famille royale des Yelü et du clan consort des Xiao, on trouve dans ces migrants une grande population de Chinois d'ethnie Han, des Balhae, des Jurchen, des Mongols et, bien sûr, des Khitan. Au XIIe siècle, les Kara-Khitans éliminent le Khanat des Qarakhanides et s'emparent de leurs territoires en Asie centrale. Le khan des Khitans, qui est appelé « le chinois » par les musulmans, dirige le pays en utilisant le chinois comme langue officielle et en copiant l'organisation du gouvernement impérial chinois. Cette manière d'administrer le pays provoque le respect et l'estime des populations locales, en partie grâce au statut dont bénéficie la Chine en Asie centrale à l'époque,,,. En effet, cette administration « à la chinoise » fait appel aux musulmans d'Asie centrale, tout comme les Tang s'appuyaient sur des alliés locaux pour tenir le terrain, qui se retrouvent donc intégrés dans le système. En agissant ainsi, les Khitans légitiment leur pouvoir sur la région en s'attirant la faveur des populations locales. En effet, la population chinoise étant relativement faible dans cette région, il est peu probable que ce type d'administration ait été mise en place pour les apaiser. Cette population n'augmentera que plus tard, après la chute des Khitans, lorsque les Mongols vont s'emparer de la région et y installer des Chinois à Beshbalik, Almaliq et Samarcande, pour les y faire travailler comme artisans et fermiers.
Si certains pensent que le nom que les Turcs donnent à la Chine est lié à la dynastie Tang, pour d'autres cela viendrait de Tabghach, le nom d'un clan du peuple turc des Xianbei qui a fondé la dynastie des Wei du Nord. Ces Wei ont régné sur le nord de la Chine avant la réunification du pays par les Sui/Tang et c'est leur nom, déformé au cours des siècles, qui serait à l'origine des noms turcs de la Chine, à savoir Tamghāj, Tabghāj, Tafghāj ou Tawjāch.
L'« image de la Chine » a joué un rôle clé dans la légitimation de la domination des Khitans sur les musulmans d'Asie centrale. Avant les invasions mongoles, la perception de la Chine parmi les musulmans d'Asie centrale était celle d'une société extrêmement civilisée, connue pour son écriture unique, ses maitres-artisans, sa justice et sa tolérance religieuse. Les dirigeants chinois, turcs, arabes, byzantins et indiens étaient connus en Asie centrale comme étant les «cinq grands rois» du monde. La mémoire historique de la Chine de Tang était si puissante, que des expressions anachroniques sont apparues dans les écrits musulmans, longtemps après la chute de cette dynastie. Ainsi, la Chine était connue sous le nom de chīn (چين) en Persan et ṣīn (صين) en Arabe, tandis que Chang'an, la capitale de la dynastie Tang, et de plusieurs dynasties antérieures, était connue sous le nom de Ḥumdān (خُمدان).

C'est en Inde qu'est apparu le nom Maha Chin (grande Chine), qui va être intégré aux langues perses et arabes. Là où avant il n'y avait qu'un mot pour désigner la Chine dans ces langues, il va désormais en avoir deux, à savoir chīn et māchīn (چين ماچين) pour les Perses, ṣīn et māṣīn (صين ماصين) pour les Arabes. La Chine du Sud est alors connue sous le nom de chīn/ṣīn, tandis que celle du Nord est désignée comme étant māchīn/māṣīn. Par la suite, ces termes évoluent et, après les Tang, c'est le Sud qui est désigné comme māchīn/māṣīn et le Nord comme chīn/ṣīn. En raison du contrôle que les Tang ont exercé sur Kashgar, certains Kashghārī considèrent Kashgar comme faisant partie du territoire de Chine/Ṣīn et ils donnent à l'empereur de Chine le titre de Tafghāj ou Tamghāj. Certains écrivains musulmans, comme Marwazī, Mahmud Kashghārī, Fakhr al-Dīn Mubārak Shāh et Kachgari, voyaient également la ville de Kachgar comme faisant partie de la Chine, ce qui n'était pas le cas à l'époque où ils écrivaient, tout comme le royaume des Kara-Khitans et celui des Ouïgours de Ganzhou. Voici une description d'époque de la Chine par un auteur musulman :
Ṣīn [i.e., la Chine] est à l'origine divisé en trois; le haut, dans l'est qui est appelé Tawjāch; le milieu qui est Khitāy, le bas qui est Barkhān dans les environs de Kashgar. Mais sachez que Tawjāch est connu comme Maṣīn et Kitaï comme Ṣīn

Marwazī considère aussi que la Transoxiane est une ancienne partie de la Chine, conservant ainsi l'héritage de la domination chinoise des Tang sur cette région dans ses écrits: 
Dans les temps anciens, tous les districts de Transoxiane appartenaient au royaume de la Chine [Ṣīn], avec le district de Samarkand comme centre. Lorsque l'Islam apparut et que Dieu livra ledit district aux musulmans, les Chinois migrèrent vers leurs centres [originaux], mais il resta dans Samarkand, comme un vestige d'eux, l'art de faire du papier de haute qualité. Et quand ils ont migré vers l'est, leurs terres se sont détachées [de la Chine] et leurs provinces se sont divisées, et il y eut un roi en Chine et un roi en Qitai et un roi en Yugur. 
Cet amalgame Asie centrale/Chine va au-delà des villes, car Marwazī considère également que les Yugurs (orientaux et occidentaux confondus) et les Kitaï, ou Qitai, sont tous « chinois ».
Ultime preuve d'une confusion persistante, après la conquête par le Khan Yusuf Kader de nouvelles terres situées à l'est d'Altishahr, ce dernier adopte le titre de roi de l'est et de la Chine.

### Qocho
La domination des Tang a laissé une empreinte durable sur le royaume ouïghour de Qocho. En effet, les noms des empereurs Tang apparaissent dans plus de 50 temples bouddhistes, tandis que les édits de l'empereur Taizong étaient stockés dans la « Tour des Écrits Impériaux ». De même, des dictionnaires chinois comme le Jingyun, le Yuian, le Tang Yun, et le Da Zang Jing (écritures bouddhistes) ont été déposés et conservés à l'intérieur des temples bouddhistes. Les moines persans ont également conservé un temple manichéenne dans Qocho et le manuscrit persan Hudud al-'Alam fait référence à Qocho comme étant la « ville chinoise ».
Les Turpans Ouïghours bouddhistes du royaume de Qocho ont continué à éditer le Qieyun, un dictionnaire chinois de rimes, et ont développé leurs propres prononciations des caractères chinois, ultimes vestiges de l'influence des Tang sur la région.
En Asie centrale, les Ouïghours considèrent que l'écriture chinoise est «très prestigieuse », au point que l'alphabet ouïghour est écrit verticalement, comme les caractères chinois, alors qu'il dérive de l'alphabet syriaque, qui s'écrit horizontalement.

## Culture moderne
Le protectorat d'Anxi apparaît de manière indirecte dans « The Dragon Throne », une expansion de Crusader Kings 2, qui est un jeu vidéo de grande stratégie développé par le studio suédois Paradox Development Studio et édité par Paradox Interactive.
Dans cette extension, on ne peut pas diriger le protectorat ou même le voir apparaître sur la carte, mais il est un partenaire politique, militaire et commercial, localisé juste au-delà de la limite Est de la carte regroupant les pays jouables. Par contre, si jamais le joueur, ou un des royaumes contrôlé par le jeu, attaque un des vassaux du protectorat, les troupes des Tang apparaissent sur la carte en arrivant depuis l'Est, pour s'en prendre à l'agresseur.

## Galerie
|                                                                                          |
| Un feitian jouant de la Pipa. Peinture murale de Kizil, pigment sur Stuc, Dynastie Tang. |

|                                              |
| Une statue de Bouddha provenant de Shorchuk. |

|                                                                         |
| Statue en terre cuite datant de la dynastie Tang et provenant de Kucha. |

|                                                  |
| Cavalier Tang en terre cuite portant une armure. |

|                               |
| Cavalier Tang en terre cuite. |

|                             |
| Soldat Tang en terre cuite. |

|                             |
| Soldat Tang en terre cuite. |

## Voir également
- Protectorat général pour pacifier l'Est
- Protectorat général pour pacifier le Nord
- Protectorat de Beiting
- Quatre Garnisons d'Anxi
- Histoire militaire de la Chine
- Rôle du cheval dans la guerre en Asie de l’Est
- Dynastie Tang en Asie centrale